# Valerie Taylor (Taucherin)

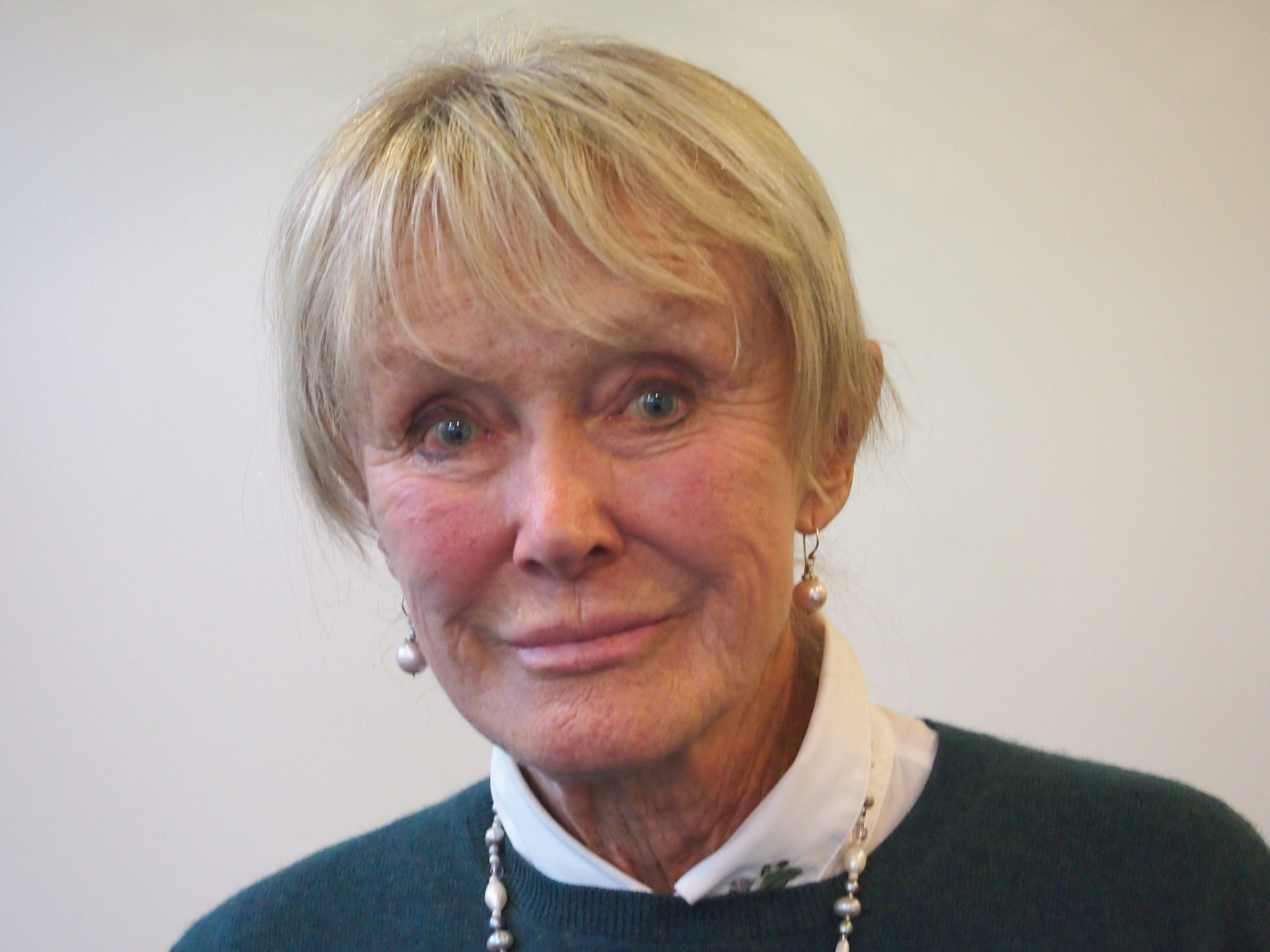
File:Valerie Taylor, 2014

Valerie Taylor AM (* 9. November 1935 in Paddington (New South Wales), Australien) ist eine australische Taucherin, Fotografin und Filmemacherin. Zusammen mit ihrem Ehemann Ron Taylor produzierte sie Naturfilme über Haie und andere Meerestiere.

## Leben und Werk
Taylor verbrachte ihre ersten Lebensjahre in Sydney und zog 1939 mit ihrer Familie nach Neuseeland, wo ihr Vater eine Batteriefabrik errichtete. Während der Poliomyelitis-Epidemie 1948 erkrankte sie an Kinderlähmung und war von ihrer Familie und ihren Freunden isoliert. Sie erholte sich langsam mit Unterstützung der Behandlungs- und Rehabilitationsmethode von Schwester Elizabeth Kenny. Da während dieser Zeit auch ihr Schulbesuch nur eingeschränkt möglich war, verließ sie die Schule im Alter von 15 Jahren, um für die NZ Film Unit zu arbeiten und für ein Animationsstudio zu zeichnen. Sie zog mit ihrer Familie nach Sydney, um sich im Strandvorort Port Hacking niederzulassen, wo sie 1956 mit dem Tauchen und 1960 mit dem Speerfischen begann. Sie wurde australische Meisterin im Tauchen und Speerfischen. Sie lernte im St. George’s Spearfishing Club ihren zukünftigen Ehemann Ron Taylor (1934–2012) kennen und heiratete ihn 1963.

## Unterwasserfotografin und Unterwasserfilmemacherin
1967 bat eine belgische wissenschaftliche Expedition die Taylors, sich ihren Bemühungen anzuschließen, das Leben am Great Barrier Reef aufzuzeichnen. Über mehrere Monate hinweg tauchte Taylor die gesamte Länge des Great Barrier Reef von der Lady-Elliot-Insel bis zu den Torres-Strait-Inseln. Im Laufe der Jahrzehnte führte sie  Kampagnen zur Verhinderung der Erdölgewinnung im Ningaloo Marine Park, der Aufhebung der Bergbaurechte auf den Korallenmeerinseln und zum Schutz vieler Orte am Great Barrier Reef durch, bevor dieses zum Weltkulturerbe erklärt wurde.
1969 gründeten die Taylors eine eigene Produktionsfirma und sie wurde international berühmt durch Peter Gimbels Film Blue Water White Death, in dem sie zwischen einer Schule von Oceanic White Tip-Haien schwamm. Der Dokumentarfilm erregte die Aufmerksamkeit des amerikanischen Filmregisseurs Steven Spielberg, für den sie die echten Great White Shark-Sequenzen für den Film „Der weiße Hai“ drehten. Zusammen mit ihrem Ehemann produzierte sie einige der bekanntesten Naturfilme über Haie und andere Meerestiere. Sie und ihr Ehemann waren die ersten, die Weiße Haie ohne den Schutz eines Käfigs filmten.
1973 war Taylors Foto auf dem Cover von der Zeitschrift National Geographic und bewegte den schwedischen Forscher Lars-Eric Lindblad, die Taylors ein Jahrzehnt lang mit seinem rot-weißen Schiff Lindblad Explorer Expeditionen durchführen und Reisenden Vorträge halten zu lassen.
Sowohl sie als auch ihr Ehemann haben zahlreiche Preise in Unterwasserfotografie und Videografie gewonnen. Mit den Tausenden von Stunden Film und Fernsehen und ihren verschiedenen veröffentlichten Werken setzen sich die Taylors für den Naturschutz in Australien und auf der ganzen Welt ein.

## Auszeichnungen
- 1981: NOGI award for Arts, Academy of Underwater Arts & Sciences
- 1986: Order of the Golden Ark, Prince Bernhard of the Netherlands
- 1993:  SSI Platinum Pro 5000 Diver
- 1997: American Nature Photographer of the year award
- 2000:  Membership of the Women Divers Hall of Fame
- 2001: Centenary Medal and the Australian Senior Achiever of the year
- 2010:  Member of the Order of Australia (AM)

## Auszeichnungen zusammen mit Ron Taylor
- 1992: Australian Geographic Adventurer of the Year
- 1997:  Jury award for the film Shark Pod at the Antibes Underwater Festival, Frankreich
- 1998: Golden Palm Award für das Buch Blue Wilderness bei dem 25th World Festival of Underwater Pictures in Antibes, France
- 2000: International Scuba Diving Hall of Fame
- 2002: Wildlife Preservation Society of Australia’s Serventy Conservation Medal
- 2008:  Australian Geographic Lifetime of Conservation Award
- 2011: Australian Cinematographers Society Hall of Fame
- Life membership of the St George Spearfishing & Freediving Club Inc.
- 2012: Umbenennung des Neptune Islands Group Marine Park rund um die  Neptune Islands in South Australia in Neptune Islands Group (Ron and Valerie Taylor) Marine Park

## Bücher
- The Undersea Artistry, 2017, ISBN 978-0-692-99044-5.
- An Adventurous Life, 2019, ISBN 978-0-7336-4172-5.
- The Undersea Artistry of Valerie Taylor: A Colouring Book Featuring Original Illustrations by Valerie Taylor (Englisch), 2017, ISBN 978-1-9775-7114-4.
- Melody the Mermaid: Adventures in the Kingdoms of the Sea (Englisch), 2017, ISBN 978-1-9763-5989-7.

## Dokumentarfilme
- 1962: Playing with Sharks for Movietone News
- 1963: Shark Hunters
- 1964: Slaughter at Saumarez
- 1965: Skindiving Paradise
- 1965: Revenge of a Shark Victim
- 1965: Surf Scene
- 1966: Will the Barrier Reef Cure Claude Clough?
- 1967: Belgian Scientific Expedition, für die Universität Lüttich
- 1967: The Underwater World of Ron Taylor
- 1967: The Cave Divers, für W.D. & H.O. Wills (Aust)
- 1975: Sharks, für Time-Life Television
- 1978: The Great Barrier Reef, für Time-Life Television
- 1981: The Wreck of the Yongala
- 1982: The Great Barrier Reef (IMAX)
- 1982: Operation Shark Bite
- 1991: Give Sharks a Chance, mit Richard Dennison für die National Geographic Society und für die Australian Broadcasting Corporation
- 1993: Shark Shocker, mit Richard Dennison für Channel 4 UK
- 1993: Shadow over the Reef
- 1995: Mystique of the Pearl, für Film Australia
- 1996: Shark Pod
- 1999: Shadow of the Shark, für Australian Geographic

## Filme
- 1968: Age of Consent
- 1969: The Intruders
- 1971: Blue Water, White Death
- 1975: Jaws
- 1976: Orca, (lebende Hai-Sequenzen)
- 1977: The Last Wave (Unterwassersequenzen)
- 1978: Jaws 2
- 1981: Gallipoli, (Unterwassersequenzen)
- 1982: A Dangerous Summer, (Unterwassersequenzen)
- 1982: Year of living Dangerously
- 1980: The Blue Lagoon, (Unterwassersequenzen)
- 1983: The Silent One
- 1984: Sky Pirates, (Unterwassersequenzen)
- 1986: Frog Dreaming
- 1987: The Rescue, für Walt Disney
- 1990: Return to the Blue Lagoon, (Unterwassersequenzen)
- 1991: Honeymoon in Vegas, (Unterwassersequenzen)
- 1995: Police Story 4: First Strike, (Unterwassersequenzen)
- 1995: The Island of Dr Moreau,( lebende Hai-Sequenzen)